# Туркевич, Михал
Михал Туркевич (пол. Michał Turkiewicz, 25 ноября 1956 года, Сулекув — 17 сентября 2021 года, Любань) — польский политик, депутат Сейма IV созыва.

## Биография
Сын Яна и Эльжбеты. В 1988 году окончил Социально-политический факультет Академии общественных наук в Варшаве. В 1976 году вступил в Союз социалистической польской молодёжи, в 1986 году был председателем гминого совета ССПМ в Любани. С 1978 года и до роспуска был членом Польской объединенной рабочей партии. В 1980-е годы — штатный сотрудник горкома партии, руководитель Городского центра идеологической и воспитательной работы (1982—1983), инструктор (1986—1990). С 1988 по 1990 год был заместителем председателя городского национального совета в Любани. В 1990—1998 годах работал учителем, затем до 2001 года занимал должность вице-мэра Любани.
Был депутатом Сейма IV созыва от округа Легница, избранным по списку Союза демократических левых сил. Работал в комитете по местному самоуправлению и региональной политике и комитете по экономике. В 2005 году не сумел переизбраться.
В 2006 году был назначен президентом Хозяйственного и коммунальных услуг управления в Любани. До 2007 года был президентом Еврорегиона Ныса. Член воеводского комитета СДЛС. В 2010 году стал депутатом Любаньского повята. Также сохранял свой мандат в 2014 и 2018 годах.
В 2001 году награжден Золотым Крестом Заслуги.
Похоронен на муниципальном кладбище в Любани.